# Annie Mascarene

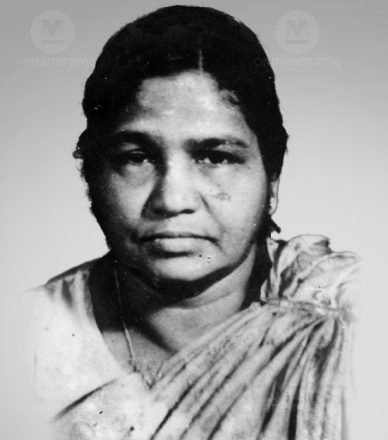

Shrimati Annie Mascarene (Thiruvananthapuram, 6 giugno 1902 – 19 luglio 1963) è stata una politica indiana,  la prima donna che abbia ricoperto un ruolo di primo piano nella lotta politica del territorio corrispondente all'attuale stato federato di Kerala.

## Biografia
Nata in una famiglia borghese cattolica nell'allora regno di Travancore, dopo gli studi intraprese la professione di avvocato ma intorno al 1935 cominciò a occuparsi di politica. In seguito alla proibizione imposta al Partito del Congresso Indiano di portare avanti le manifestazioni per le riforme costituzionali, gli ex membri del suo comitato nel Travancore formarono un nuovo partito locale denominato Congresso dello Stato di Travancore, al quale aderì anche Annie Mascarene che iniziò subito a collaborare col suo presidente Pattom Thanu Pillai.

### Lotta per la libertà
La sua attività politica preoccupò il diwan ("primo ministro") del Travancore sir C. P. Ramaswami Aiyar, perché Mascarene e il suo partito chiedevano esplicitamente la fine del governo del diwan. Dapprima sir C. P. le offrì un incarico governativo purché abbandonasse la politica, poi, ottenuto un rifiuto, le manifestò aperta ostilità in molti modi: lancio di sassi contro la sua abitazione da parte di ignoti, trasferimento dei suoi fratelli (funzionari governativi) in sedi lontane, furti in casa, insulti da parte della polizia.
Il 25 agosto 1938 il partito lanciò una campagna di disobbedienza civile mentre Annie Mascarene viaggiò in varie città dell'India tra cui Madras e Bombay per combattere la campagna denigratoria portata avanti dal governo del Travancore contro il suo partito.
Nel novembre dello stesso anno fu arrestata due volte con l'accusa di sedizione e in entrambi i casi condannata a 18 mesi di reclusione; fu quindi incarcerata a Trivandrum per scontare entrambe le pene cumulate. Uscita di prigione, Mascarene tornò all'attività politica e partecipò alla campagna Quit India nel 1942, ma il 30 agosto di quello stesso anno fu nuovamente arrestata mentre stava per tenere un discorso in pubblico e condannata a due anni di prigione
Il 3 dicembre 1944 Annie Mascarene fu eletta segretario del Congresso dello Stato di Trivandrum e in tale funzione tenne numerosi discorsi fortemente critici della politica dello Stato di Travancore; le autorità locali la definirono una pericolosa rivoluzionaria, motivo per cui il 26 marzo 1945 fu arrestata e condannata a due mesi di prigione.
Nel 1946 intraprese un viaggio nelle principali città dell'India per controbattere ancora una volta alla propaganda negativa che le autorità portavano avanti contro il Congresso del Travancore; tornata a casa, a ottobre fu ancora una volta arrestata e condannata a 6 mesi di prigione.
Nel 1947 con l'avvicinarsi dell'indipendenza dell'India, il diwan Ramaswami Aiyar tentò di mantenere l'indipendenza del Travancore aizzando traditori e fondamentalisti contro il movimento nazionalista indiano, ma il Congresso del Travancore si oppose fermamente a questa politica. Il 25 luglio di quell'anno Aiyar subì un attentato in cui rimase leggermente ferito: a quel punto capì che la partita era finita, per cui dette le dimissioni e lasciò il paese.

### Dopo l'indipendenza
Con l'entrata del Travancore nell'Unione Indiana, Annie Mascarene fu eletta sia all'Assemblea Legislativa dello stato sia all'Assemblea costituente dell'India e nel 1949 entrò a far parte del governo del Travancore-Cochin come Ministro della Salute; nei pochi mesi di governo, Mascarene cercò di combattere la corruzione nelle strutture sanitarie, facendo per esempio visite a sorpresa negli ospedali.
A causa del suo carattere franco e diretto si portò spesso in urto con i propri dirigenti di partito, finché nel 1950 lasciò il Congresso del Travancore e si presentò alle elezioni nazionali del 1951-1952 come indipendente per la circoscrizione elettorale di Trivandrum, riuscendo ad essere eletta. Criticò spesso la politica del governo indiano e nel 1957 lasciò la politica.